# Daniel Jinga
Daniel Nicolae Jinga (n. 11 ianuarie 1978, Buzău, România) este Maestru de Cor al Corului Operei Naționale din București și Dirijor Principal al Orchestrei Simfonice Muntenia din Târgoviște. S-a afirmat ca dirijor secund al Corului de Cameră Madrigal și dirijor fondator al Corului de cameră Accoustic, cu care abordează o paletă repertorială complexă: muzică sacră, prelucrări folclorice, renaștere europeană, muzică contemporană și muzică de teatru și film, colaborând cu regizori precum Alexandru Tocilescu, Alexandru Darie, Alexander Hausvater, Alice Barb, George Ivașcu, Alexandru Dabija. I-a avut ca profesori de dirijat sau mentori pe Marin Constantin, Petre Crăciun, Stelian Olariu, Dan Mihai Goia, Valentin Gruescu, Sharon Hansen și Erwin Ortner. 
Este cunoscut publicului larg mai ales ca inițiator și dirijor al unor proiecte pop-rock simfonic sau mainstream, ce i-au avut ca protagoniști pe Vlad Miriță, PHOENIX, IRIS, Smiley, Marius Moga, Gheorghe Zamfir, Angela Gheorghiu, Valentina Naforniță, Teodor Ilincăi, Felicia Filip, Irina Iordăchescu, Maria Jinga, Iordache Basalic, Ana Cebotari, Irina Baiant, Corul „Song” și mulți alții. 
Ulterior, s-a apropiat de genul musical,  colaborând ca dirijor cu Teatrul Național de Operetă și Musical „Ion Dacian”, pentru spectacolele ”Romeo și Julieta” și ”Dolce Vita”, și ca preparator muzical și dirijor al spectacolului ”My Fair Lady”, produs și regizat de Razvan I.Dincă.
În calitate de maestru de cor al Corului Operei Naționale din București, a pregătit premierele spectacolelor O scrisoare pierdută, Don Giovanni, Cosi fan tutte, Bărbierul din Sevilla, Lucia di Lammermoor și are în portofoliu cele peste 25 de titluri de operă din repertoriul curent al Operei Naționale din București.
Dintre titlurile vocal-simfonice abordate, amintim Requiem, Carmina Burana și Messa da Requiem.

## Biografie
Daniel Jinga s-a născut în Buzău pe 11 ianuarie 1978. A început studiul viorii la vârsta de 5 ani la Școala Populară de Artă Buzău.  În paralel, a făcut parte din Ansamblul folcloric "Izvorașul" al Casei Pionierilor și Șoimilor Patriei din Buzău, mai întâi ca violonist, și apoi ca solist vocal. Începand cu clasa a V-a, urmează cursurile Școlii de Muzică Buzău. Treptat, se simte atras de muzica vocală și decide să urmeze Seminarul Teologic Liceal din Buzău. În anul al V-lea se transferă la București, absolvind liceul în Capitală. Urmează apoi cursurile Universității Naționale de Muzică din București. În timpul facultății, cântă în cele mai importante coruri bucureștene („Madrigal”, „Preludiu”, „Te Deum Laudamus”, „Kontakion”, „Musica Selecta”, „Da Capo”, Corul Filarmonicii „George Enescu”). Experiența corală acumulată în acești ani îi va folosi mai târziu în activitatea dirijorală și îl va determina să înființeze Corul de Cameră „Accoustic”, alături de colegii săi de generație. Legăturile cu folclorul autentic și muzica sacră îi vor marca primele decizii repertoriale. 
Marin Constantin îl numește în anul 2003 dirijor secund al Corului Național de Cameră „Madrigal”, legitimându-i astfel, de facto, calitățile dirijorale. Din dorința de a se exprima artistic într-o manieră autentică, părăsește emblematicul "Madrigal" și înființează Corul de Cameră "Accoustic", împreună cu cei mai valoroși colegi ai generației sale. Corul „Accoustic” își construiește în scurt timp o identitate repertorială nouă și o sonoritate proprie, la acest lucru contribuind colaborările cu lumea teatrului, concertele și imprimările de muzică contemporană, realizate în colaborare cu Uniunea Compozitorilor și Muzicologilor din România.
Căsătoria cu mezzosoprana Maria Jinga și prietenia cu tenorul Vlad Miriță i-au trezit tânărului dirijor Daniel Jinga curiozitatea și apetitul pentru muzica de operă. Începe să își selecteze din ce în ce mai riguros vocile cu care colaborează. E perioada în care prin corul „Accoustic” se perindă voci care aveau să urmeze o stralucită carieră națională și internațională. Printre aceștia se numără Teodor Ilincăi, Valentina Naforniță, Ion Dimieru, Iustinian Zetea, Veronica Anușca, Oana Șerban, Elisabeta Marin, Irina Baiant, Marian Someșan, Constantin Rudolf Cocriș, Roxana Constantinescu, Antonela Barnat și, bineînțeles, Maria Jinga.
În anul 2009 debutează la pupitrul Orchestrei Simfonice București în cadrul spectacolelor-eveniment "Ascultă, Simte, DescOperă", alături de tenorul Vlad Miriță. Acesta este începutul unui lung șir de spectacole-eveniment pe care le va face în săli importante sau în aer liber, alături de vedete din toate genurile muzicale, preferând pentru o perioadă proiectele pop-rock simfonic, spațiile neconvenționale și zona experimentală a manifestărilor muzical-artistice.
Anul 2012 îi aduce o liniștire a activității și o cristalizare a aspirațiilor dirijorale. Câștigă concursul organizat de Opera Națională din București pentru postul de Maestru de cor și începe o frumoasă ucenicie și activitate dirijorală alături de legendarul Stelian Olariu. În egală măsură cu Marin Constantin, acesta avea să traseze o ultimă tușă asupra personalității dirijorale în formare a încă tânărului dirijor Daniel Jinga. Va învăța aici meseria de „Maestru de cor", va asista și va pregăti el însuși premiere puse în scenă de Opera Națională București.
În paralel continuă să colaboreze ca dirijor cu o multitudine de orchestre din București sau din țară. Se apropie de genul musical și debutează la pupitrul Teatrului Național de Operetă „Ion Dacian”. Concertează la Ateneul Român, Sala Radio, Sala Palatului, Palatul Patriarhiei, etc., spectacolele sale eveniment devenind tot mai cunoscute și apreciate.
Ca o urmare firească, în 2015 este numit dirijor principal al Orchestrei Simfonice „Muntenia” din Târgoviște și începe o revigorare a activității concertistice a acestui ansamblu, aducând alături de el o pleiadă de instrumentiști foarte valoroși și experimentați din Capitală. Aici gândește o linie repertorială potrivită publicului local, alternând concertele elitiste cu spectacolele dedicate atragerii publicului larg. 

## Studii
A absolvit Seminarul Teologic din București în 1997, după care a urmat cursurile Facultății de Compoziție, Muzicologie și Pedagogie muzicală, la Universitatea Națională de Muzică din București.
În 2003, a obținut diploma de licență, susținând lucrarea cu titlul „Muzica liturgică romano-catolică după Conciliul Vatican II”.  
Între 2003 și 2004 urmează cursurile de master (Stilistică Dirijorală - Dirijat Cor Academic) ale Universității Naționale de Muzică București, și susține lucrarea de master cu titlul „Mijloace psihotehnice în arta conducerii dirijorale”. 
În anul 2012 i s-a acordat titlul de Doctor în Muzică al aceleiași universități, pentru lucrarea „Reprezentanți ai creației corale a capella românești la sfârșitul secolului al XX-lea și începutul secolului al XXI-lea - Tehnici de construcție corală și conducere dirijorală”.
În paralel, a absolvit următoarele cursuri de perfecționare: Masterclass internațional de dirijat operă, susținut de Prof. Univ. Dr. Dumitru Goia, La Traviata de Giuseppe Verdi, Masterclass de dirijat coral ținut cu Corul “Arnold Schoenberg” de către Profesorul Erwin Ortner și Masterclass de dirijat coral și stilistică dirijorală, ținut de Sharon Hansen (Profesor de Muzică și Artă la Universitatea din Wisconsin, SUA).
MundiColour
„MundiColour” este o trupă-concept fondată în 2014, pentru a acompania proiectul muzical al sopranei Ana Cebotari. Repertoriul abordat era la început folclor stilizat și urmărea promovarea valorilor autentice românești în țară și străinătate. Mai târziu, soprana Ana Cebotari a completat demersul său artistic prin abordarea unora dintre cele mai frumoase pagini ale literaturii muzicale universale. „MundiColour” devenea așadar o adevarată platformă de întâlnire a valorilor românești și universale. Începând cu 2015, prin participarea ca trupă de acompaniament la emisiunea Vocea României, „MundiColour” a început să joncționeze cu orchestrele simfonice pe care Daniel Jinga le dirijează și să devină una dintre cele mai căutate formule de acompaniament pentru spectacolele live de anvergură.

## Premii
- Marele Premiu la Concursul Național de Muzică Bisericească „Lăudați pe Domnul”, Ediția a VI-a, organizat de Sectorul Teologic-Educațional al Patriarhiei Române;
- Premiul pentru cel mai bun dirijor al Festivalului Coral „Argos Orestiko”, Grecia;
- Trofeul ”Liviu Borlan”, Baia Mare;
- Medalie de aur la Competiția Corală Internațională de Muzică Sacră, ediția a XVI-a, Grecia;
- Premiul pentru debut în activitatea dirijorală acordat de Asociația Națională Corală din România;
- Festivalul de muzică contemporană ”Culturescapes”, Basel;
- Festivalul Internațional ”Balkan's Sound" București;
- "I.H.Danielescu" Ploiești;
- Festivalul de Muzică Sacră, Patriarhia Română;
- ”I.D.Chirescu, Cernavodă;
- ”Nae Leonard”, Galați;
- Expoziția ”A moment of citizenship”, coproducție Galeria Națională „Jeu de Paume” - Paris și Muzeul Național de Artă Contemporană București, în cadrul căreia a fost prezentat filmul produs de Irina Botea, ”Before a National Anthem”. Filmul prezintă Corul „Accoustic”, dirijat de Daniel Jinga, interpretând imnurile propuse de câțiva compozitori români contemporani implicați în acest proiect.

## Discografie
- CD - „Antologia Muzicii Românești – Creații corale” (Uniunea Compozitorilor și Muzicologilor din România și Societatea Română de Radiodifuziune, 2011)
- CD – „Christmas Metamorphosis - Colinde și muzică sacră (2007)
- CD – „Corinde” (Trust Production, 2006)
- CD – „Liturghia Sf. Ioan Gură de Aur” (studioul „George Enescu” al Universității Naționale de Muzică București, 2004)
- CD -  „Colinde de Crăciun” (studioul Electrecord, 2003)
- CD – „Colinde” (EwoFarma, 2002)

## Imprimări alături de alți artiști
- „Acasă”- Smiley (versiune simfonica), 2014 - single
- CD - „O, ce veste minunată! - Colinde românești” – Angela Gheorghiu (Coproducție Fundația „Angela Gheorghiu”, Radio România și Centrul Cultural Casa Artelor Sector 3, București. MediaProMusic, 2013)[1]
- Single – „Mie îmi pasă de îngerii mei” – Formația „Bere gratis” (Campania umanitară „Împreună pentru cei mici”, CatMusic, 2012)
- Single - „Sărutul tău”- Vlad Miriță, 2010
- CD – „Cei ce vor fi” - IRIS (Roton, 2007)
- CD – „Filipissima” (NovaMusic, 2007)